# 斯基德莫爾 (堪薩斯州)
斯基德莫爾（英語：Skidmore）為美國堪薩斯州切羅基縣的非建制地區。

## 歷史
此社區的郵政局於1903年2月6日開設，期間持續營運直到1915年5月15日停止。